# Топольницький Василь
Василь Топольницький (1893, с. Серафинці Городенківський повіт, Австро-Угорщина — 1978, Вінніпег, Канада) — громадський діяч і «піонер» української кооперації в Канаді. Емігрував до Канади 1927 року, а 1929 року оселився у Вінніпезі, де організував кооперативи «Калина» і «Карпатія». Також діяч Української Стрілецької Громади, 1946—1948 роки — співредактор «Нового Шляху»; член дирекцій Союзу Кредитових Спілок та Кооперативної Громади; редактор кооперативного часопису «Самопоміч», автор брошур «Кооп крамниця» (у співавторстві з Іваном Боберським), «Де поміч для нас» і статті на кооперативні теми. 
У 2009 році під час відзначення 100-ліття Канадської Кооперативної Асоціації Василь Топольницький був відзначений, як один з творців кооперативного руху Канади.